# Soví les (Bratislava)
Soví les je chráněný areál v bratislavském katastrálním území Petržalka v okrese Bratislava V. Chráněné území bylo vyhlášeno v roce 2010 a jeho rozloha je 41,87 hektaru. Nachází se u nábřeží Dunaje mezi Mostem Apollo a Prístavným mostem v délce asi jednoho kilometru.
Předmětem ochrany jsou stanoviště evropského významu: vrbovotopolové nížinné lužní lesy, dubovo-jilmo-jasanové nížinné lužní lesy, přirozené eutrofní a mesotrofní stojaté vody s vegetací plovoucích a ponořených cévnatých rostlin typu Magnopotamion nebo Hydrocharition a nížinné vodní toky s vegetací svazu Ranunculion fluitantis a Callitricho-Batrachion, druhů evropského významu a druhů národního významu.